# Alberto Fernández (strzelec)
Alberto Fernández Muñoz (ur. 16 czerwca 1983 w Madrycie) – hiszpański strzelec sportowy specjalizujący się w trapie, mistrz olimpijski z Tokio, trzykrotny mistrz świata, mistrz Europy (2010).

## Życiorys
Hiszpan zaczął uprawiać sport w 1992 roku. Jest praworęczny, mierzy z broni prawym okiem.

## Przebieg kariery
W 2002 brał udział w mistrzostwach Europy, startując w konkurencji trapu juniorów i zajmując 25. pozycję. Cztery lata później był uczestnikiem trzech konkursów Pucharu Świata, z których jeden ukończył na 4. pozycji oraz uczestnikiem mistrzostw świata w Zagrzebiu (na których zajął 27. pozycję z rezultatem 117 punktów) oraz uczestnikiem mistrzostw Europy w Mariborze (na których zdobył brązowy medal w trapie).
W 2008 wziął udział w letnich igrzyskach olimpijskich, na których reprezentował swój kraj w konkurencji trapu. Zajął 33. pozycję z rezultatem 106 punktów.
W 2010 zdobył złoty medal mistrzostw świata w swojej konkurencji, dzięki rezultatowi 121 + 22 punktów, a także złoty medal mistrzostw Europy w tej samej konkurencji, dzięki rezultatowi 124 punktów osiągniętemu w eliminacjach i 23 punktów w finale. W 2011 roku wygrał pierwszy w karierze konkurs Pucharu Świata, Hiszpan triumfował wówczas w Sydney.
W 2012 roku na letnich igrzyskach olimpijskich w Londynie wywalczył 25. pozycję z rezultatem 116 punktów. Trzy lata później był uczestnikiem pierwszych w historii igrzysk europejskich – na tych igrzyskach uzyskał rezultat 119 punktów, który dał mu 11. pozycję w klasyfikacji końcowej.
W 2013 i 2017 zdobywał drużynowo medale mistrzostw świata w strzelaniu do rzutków, złoty w Limie oraz brązowy w Moskwie.
W 2016 roku na letnich igrzyskach olimpijskich w Rio de Janeiro wywalczył 17. pozycję z rezultatem 115 punktów. W sezonie 2016 odnotował najlepszy w karierze start w zawodach rozgrywanych w ramach Pucharu Świata, hiszpański zawodnik zwyciężył w konkursach, które odbyły się w Rio de Janeiro i Nikozji.
W Changwon, które było gospodarzem mistrzostw świata w 2018 roku, udało mu się indywidualnie wywalczyć drugi złoty medal mistrzostw świata, dzięki uzyskanemu wynikowi 122 + 48 punktów.
W 2021 zdobył pierwsze medale w mieszanej rywalizacji trapu. Na mistrzostwach Europy wywalczył brązowy krążek, natomiast na letnich igrzyskach w Tokio wywalczył złoty medal olimpijski (razem z Fátimą Gálvez). Również na tych samych igrzyskach startował w indywidualnej rywalizacji w swej konkurencji i zajął ostatecznie 9. pozycję z wynikiem 122 punktów.